# Ensis terranovensis
Ensis terranovensis is een tweekleppigensoort uit de familie van de Pharidae. De wetenschappelijke naam van de soort is voor het eerst geldig gepubliceerd in 2012 door Vierna & Martínez-Lage.